# Atina
Atina är en ort och kommun i provinsen Frosinone i regionen Lazio i Italien. Kommunen hade 4 247 invånare (2018).